# Kloktání
Kloktání je léčebný postup vedoucí k bublání kapaliny v lidských ústech. Obvykle se provádí tak, že dotyčný zakloní hlavu, ponechá kapalinu bez polknutí zachycenu v zadní části hrdla a vylučuje z plic vzduch, což vede k bublání.
Kloktání s použitím vlažné vody a soli je běžná metoda čištění hrdla při bolestech v krku a při onemocněních horních cest dýchacích.